# Иванов, Александр Алексеевич (легкоатлет)
Александр Алексеевич Иванов (род. 25 апреля 1993 года в Нижнем Тагиле, Россия) — российский легкоатлет, выступающий в спортивной ходьбе. Чемпион мира 2013 года на дистанции 20 километров, серебряный призёр чемпионата мира среди юниоров 2012 года в ходьбе на 10 000 метров, Заслуженный мастер спорта России (31.12.2013).

## Карьера
Спортивной ходьбой начал заниматься в Нижнем Тагиле.
В том же 2010 году осенью переехал в Челябинск, к тренеру Сайко Е. В. В настоящее время тренируется в Саранске в группе Чегина.
На молодёжном чемпионате Европы 2013 года (U23) в Тампере (Финляндия) уступил лишь россиянину Петру Богатырёву и с результатом 1:21,34 стал серебряным призёром.
На чемпионате мира 2013 года в Москве 11 августа выиграл золото на дистанции 20 км с результатом 1:20:58, опередив на 11 секунд олимпийского чемпиона 2012 года на этой дистанции китайца Чэнь Дина. На момент начала чемпионата мира Иванов являлся лишь кандидатом в мастера спорта.
В 2014 году призван в вооруженные силы РФ
22 марта 2019 года стало известно, что Дисциплинарный антидопинговый комитет РУСАДА признал Александра виновным в нарушении Общероссийских антидопинговых правил и дисквалифицировал на 3 года, начиная с даты временного отстранения — 2 мая 2017 года. Основанием для дисквалификации послужило отклонение в паспорте крови. Аннулированию результаты достигнутые в период с 9 июля 2012 года по 17 августа 2014 года. Александра Иванова лишили золотой медали, полученной на чемпионате мира 2013 года и серебряной медали, завоеванной на чемпионате Европы в  2014 году.